# Rodeio Bonito
Rodeio Bonito is een gemeente in de Braziliaanse deelstaat Rio Grande do Sul. De gemeente telt 5.880 inwoners (schatting 2009).